# Alexander Hedén Lindskog
Erik Lars Alexander Hedén Lindskog, född 18 januari 2004, är en svensk fotbollsspelare (försvarare) som spelar för Degerfors IF. Han är son till f.d. tränaren och f.d. fotbollsspelaren Jonas Lindskog.  

## Karriär
Alexander Hedén Lindskog började spela fotboll i moderklubben KB Karlskoga. Efter att ha A-lagsdebuterat i Division 4 Värmland som 15-åring flyttade han till grannklubben Degerfors IF inför gymnasiestarten.
I december 2022 tecknade Hedén Lindskog sitt första A-lagskontrakt med Degerfors IF, då han skrev på ett treårskontrakt med klubben. Den 27 augusti 2023 fick han också debutera i Allsvenskan, då han stod för ett inhopp i 1-4-förlusten mot Djurgårdens IF. Säsongen var annars motig för både klubben och spelaren och inför den sista omgången stod det klart att Degerfors IF blivit nedflyttade från Allsvenskan 2023. I den sista, betydelselösa, omgången fick Hedén Lindskog sedan starta sin första allsvenska match då han spelade samtliga 90 minuter när "Degen" förlorade med 1-2 mot Mjällby AIF.

## Statistik
| Klubb              | Säsong             | Liga                | Liga    | Liga | Nationell cup | Nationell cup | Totalt  | Totalt |
| Klubb              | Säsong             | Division            | Matcher | Mål  | Matcher       | Mål           | Matcher | Mål    |
| ------------------ | ------------------ | ------------------- | ------- | ---- | ------------- | ------------- | ------- | ------ |
| KB Karlskoga       | 2019               | Division 4 Värmland | 5       | 0    | 0             | 0             | 5       | 0      |
| Degerfors IF       | 2023               | Allsvenskan         | 2       | 0    | 1             | 0             | 3       | 0      |
| Degerfors IF       | 2024               | Superettan          | 10      | 0    | 1             | 0             | 11      | 0      |
| Degerfors IF       | Totalt             | Totalt              | 12      | 0    | 2             | 0             | 14      | 0      |
| FBK Karlstad (lån) | 2024               | Ettan Norra         | 4       | 0    | 0             | 0             | 4       | 0      |
| Totalt i karriären | Totalt i karriären | Totalt i karriären  | 21      | 0    | 2             | 0             | 23      | 0      |

## Personligt
Alexander Hedén Lindskog är son till den före detta fotbollsspelaren Jonas Lindskog, som varit aktiv som både spelare och tränare i Degerfors IF.